# هيئة المدن والمناطق الاقتصادية الخاصة
تأسست هيئة المدن والمناطق الاقتصادية الخاصة (سابقًا هيئة المدن الاقتصادية السعودية) في محافظة رابغ بموجب أمر ملكي في 10 ربيع الأول 1431هـ، وتم نقل مقرها الرئيسي إلى العاصمة الرياض في 2023م، لتكون أحد المحفزات الرئيسية للتنمية الاقتصادية والاجتماعية للمملكة العربية السعودية، وتساعد في تأسيس وإيجاد بيئة حيوية. وهي مناطة بتطوير وتطبيق أنظمة منافسة ولوائح ومعايير جودة عالمية مناسبة للبيئة المحلية، والإشراف على المدن الاقتصادية وعلى أداء المطورين لضمان تحقيق أهدافها، ورفع مستوى تنافسية الخدمات الحكومية وتقديمها بالكفاءة المطلوبة، إضافة إلى تطوير وتفعيل نماذج مبتكرة للشراكات الاستراتيجية، ودعم الاستثمار في المدن الاقتصادية.
في 1 ربيع الآخر 1442 هـ الموافق 16 نوفمبر 2020، تم تعديل تنظيم الهيئة وتغيير مسماها من «هيئة المدن الاقتصادية السعودية» إلى «هيئة المدن والمناطق الاقتصادية الخاصة» بموجب أمرٍ ملكي، وأعيد تشكيل مجلس إدارة الهيئة برئاسة المهندس خالد الفالح، وزير الاستثمار، وعضوية وعدد من أصحاب المعالي والسعادة من ذوي الخبرة والاختصاص من القطاعين الحكومي والخاص. وكان ولي العهد الأمير محمد بن سلمان آل سعود أول رئيسٍ لمجلس إدارة الهيئة بعد تعديل تنظيمها.

## أعضاء مجلس إدارة الهيئة
يتكون المجلس الحالي من الأعضاء التالية أسماؤهم:
| الاسم                           | المنصب      | الجهة الوظيفية                                            |
| ------------------------------- | ----------- | --------------------------------------------------------- |
| خالد الفالح                     | رئيس المجلس | وزير الاستثمار                                            |
| عبد الرحمن بن عبد المحسن الفضلي | عضو         | وزير البيئة والمياه والزراعة                              |
| عبد الله بن عامر السواحه        | عضو         | وزير الاتصالات وتقنية المعلومات                           |
| أحمد سليمان الراجحي             | عضو         | وزير الموارد البشرية والتنمية الاجتماعية                  |
| بندر بن إبراهيم الخريف          | عضو         | وزير الصناعة والثروة المعدنية                             |
| صالح بن ناصر الجاسر             | عضو         | وزير النقل                                                |
| محمد بن عبد الله الجدعان        | عضو         | وزير المالية                                              |
| فهد بن عبد الله تونسي           | عضو         | أمين اللجنة الاستراتيجية بمجلس الشؤون الاقتصادية والتنمية |
| أحمد بن موسى الزهراني           | عضو         | مساعد وزير الطاقة لشؤون التطوير والتميز                   |
| عصام بن عبد القادر المهيدب      | عضو         | رجل أعمال (القطاع الخاص)                                  |
| محمد بن عبد القادر الفضل        | عضو         | رجل أعمال (القطاع الخاص)                                  |

## المدن الاقتصادية

### مدينة الملك عبد الله الاقتصادية
تقع على ساحل البحر الأحمر على مسافة 88 كم شمال محافظة جدة، بموقع استراتيجي بين مكة المكرمة والمدينة المنورة، حيث تتقاطع فيها أهم طرق الملاحة البحرية والجوية، مما يمكن من الوصول إلى نحو 250 مليون مستهلك في منطقة الشرق الأوسط وشمال أفريقيا.

### مدينة المعرفة الاقتصادية
تقع داخل المدينة المنورة، حيث تبعد 5 كم فقط عن المسجد النبوي الشريف، و8 كم عن مطار الأمير محمد بن عبد العزيز الدولي. وتمتد على مسافة 3.5 كم على جانبي طريق الملك عبد العزيز. وتكمن فرص الاستثمار بمدينة المعرفة الاقتصادية في قطاعات عديدة مثل التعليم، والضيافة، والسياحة، والسكن، والرعاية الصحية وقطاعات تجارية أخرى، لتلبي احتياجات سكان المدينة المنورة (أكثر من مليون نسمة) وكذلك الزائرين والمقدر عددهم بأكثر من عشرة ملايين زائر سنويًا.

## وصلات خارجية
- الموقع الرسمي لهيئة المدن الاقتصادية